# Keep Yourself Alive
Keep Yourself Alive és una cançó del grup de rock anglès Queen. Escrita pel guitarrista Brian May, la cançó obre el primer àlbum del grup, Queen. Va ser llançada com a primer senzill de Queen, juntament amb Son & Daughter al costat B, el 6 de juliol de 1973. L'àlbum va arribar al lloc 24 en les llistes britàniques, on va romandre durant 18 setmanes. El 2008, la revista Rolling Stone Magazine va considerar-la la 31ena millor cançó de guitarra de tots els temps.